# Peaceville Records
Peaceville Records — британський незалежний метал-орієнтований лейбл звукозапису.

## Історія
Лейбл був заснований 1987 року в Дьюсбері, Англія, Полом «Хеммі» Холмшоу (Paul «Hammy» Halmshaw) — учасником гуртів Instigators і Civilised Society?, а також сесійним барабанщиком Sore Throat. Спочатку лейбл займався випуском анархо-панку, згодом схиляючись у бік металу завдяки краст-панку і схожим формам металу, що впливали на англійський хардкор-панк. Заснований 1981 року для поширення демо-касет Instigators, до 1988-го року «Peaceville Records» перетворився на повноцінне музичне видавництво.
Лейбл найбільш відомий завдяки зв'язкам між дум-металом та англійською краст-панк-сценою 1980-х. Споріднені лейбли «Deaf Records» і «Dreamtime» були сконцентровані більше на треш-металі та психоделічній електроніці відповідно.
Тим не менш, починаючи з 1990-х років «візитною карткою» лейбла стали групи Autopsy, Darkthrone, My Dying Bride, Anathema, Opeth, Katatonia і Paradise Lost, відомі як «Конюшня Peaceville» (англ. Peaceville Stable). Peaceville також прославився завдяки своїй політиці, спрямованій проти мажор-лейблів, і лівими політичними поглядами.
У листопаді 2006, після 25 років існування лейбла, Хеммі оголосив, що він і його компаньйон Ліза Холмшоу залишають лейбл, щоб сконцентруватися на нових проектах, а обов'язки топ-менеджера візьме на себе його колишній помічник Пол Граундвелл , які займаються дистрибуцією релізів Peaceville починаючи з 2001 року.

## Скандал ізTransilvanian Hunger
У 1994 році гурт Darkthrone випускає альбом Transilvanian Hunger, на обкладинці якого було написано «Ця платівка вища за всяку критику, і той, хто наважиться критикувати її, буде звинувачений у жидівстві», а також був присутній напис «Arisk Black Metal». Багато магазинів відмовляються брати цей альбом і Peaceville вперше не просувають альбом гурту. Наступний тираж був випущений без цих написів, а також гурт вибачвся за свої дії.

## Збірники
- A Vile Peace (1987)
- Vile Vibes (1990)
- Peaceville Volume 4 (1992)
- The Best of Peaceville (1995)
- Autumn Sampler '95 (1995)
- Under the Sign of the Sacred Star (1996)
- Peaceville X (1998)
- Peaceville Classic Cuts (2001)
- Peaceville Sampler 2002 (2002)
- New Dark Classics (2006)
- Metal Hammer (2006)
- 21 Years Of Doom, Death & Darkness (2008)

## Сублейбли
- Deaf Records
- Dreamtime Recordings
- Major Records
- Tyrant Syndicate